# 16413 Абулгазі
16413 Абулгазі (16413 Abulghazi) — астероїд головного поясу, відкритий 28 січня 1987 року.
Тіссеранів параметр щодо Юпітера — 3,226.
Названо на честь історика Абулгазі.